# Gilbert Parent
Pour les articles homonymes, voir Parent.
Gilbert Parent (né le 25 juillet 1935 à Mattawa, mort le 3 mars 2009) était député à la Chambre des communes du Canada.  Il est mieux connu sous son rôle de Président de la Chambre des communes du Canada de 1994 à 2001.

## Biographie
Parent fut élu au Parlement six fois comme membre du parti Parti libéral du Canada. Il fut élu la première fois en 1974. Il fut réélu en 1979, et 1980. Parent fut défait en 1984 par les conservateur de Brian Mulroney. Il reprit son siège quatre ans plus tard en 1988, et réélu en 1993 et 1997. 

## Archives
Il y a un fonds d'archives Gilbert Parent à Bibliothèque et Archives Canada.